# Mareuil-sur-Ourcq
Mareuil-sur-Ourcq – miejscowość i gmina we Francji, w regionie Hauts-de-France, w departamencie Oise.
Według danych na rok 1990 gminę zamieszkiwało 1411 osób, a gęstość zaludnienia wynosiła 139 osób/km² (wśród 2293 gmin Pikardii Mareuil-sur-Ourcq plasuje się na 200. miejscu pod względem liczby ludności, natomiast pod względem powierzchni na miejscu 443.).